# Střelivo

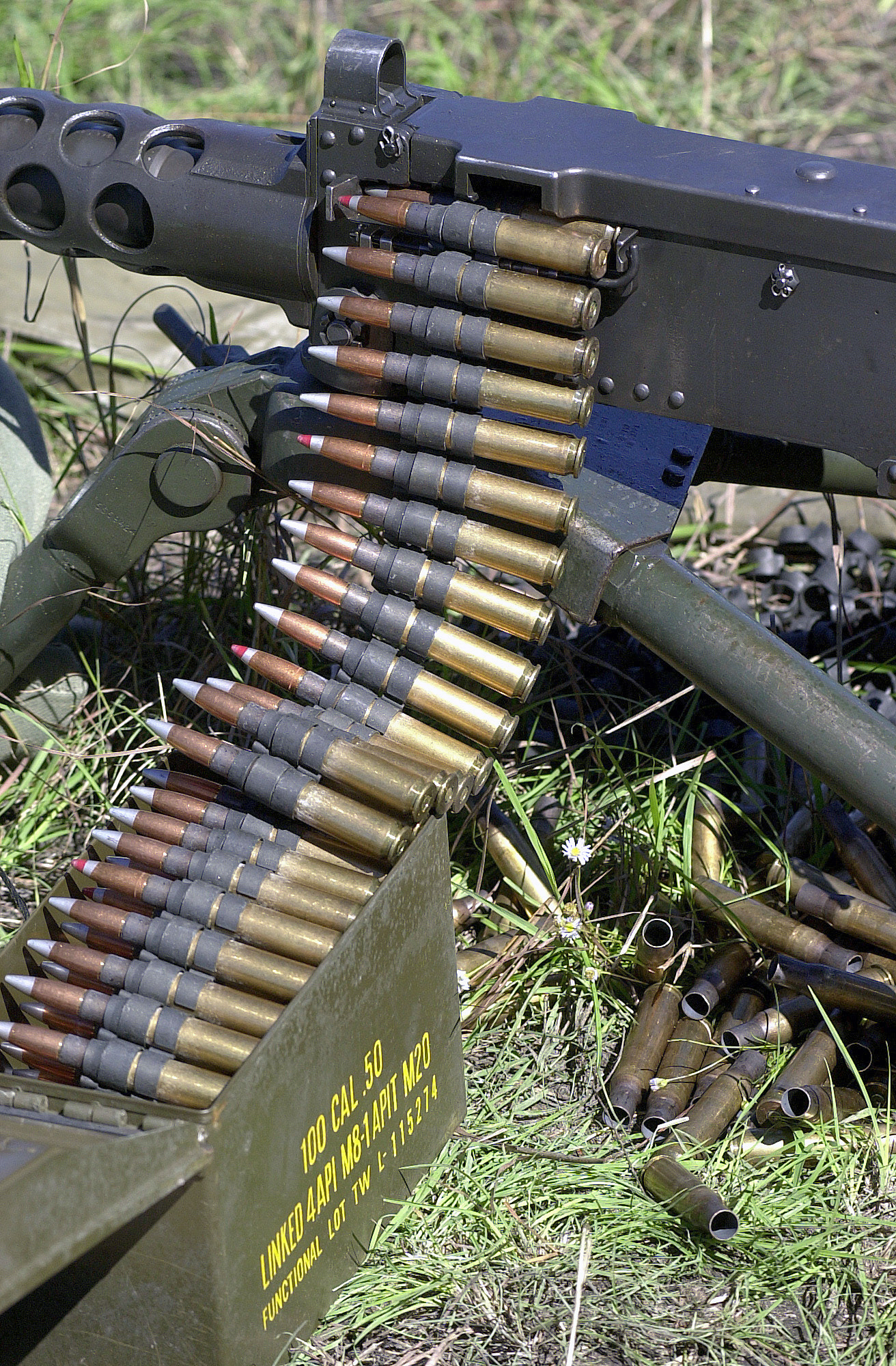
Pás nábojů 12,7 × 99 mm NATO s kulometem M2 Browning. Každý pátý náboj opatřený červenou špičkou je M20 (průbojný – zápalný, API)

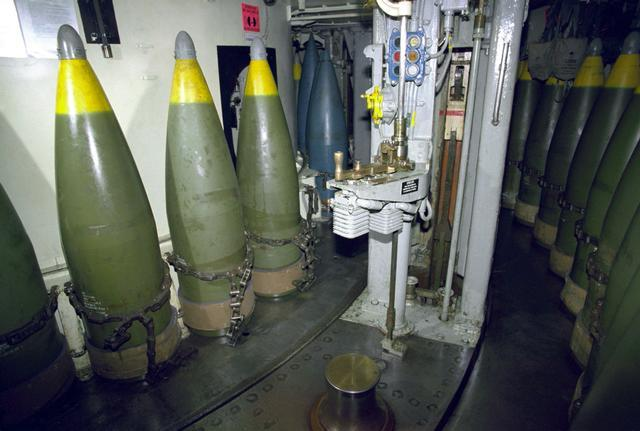
Výzbroj bitevní lodě

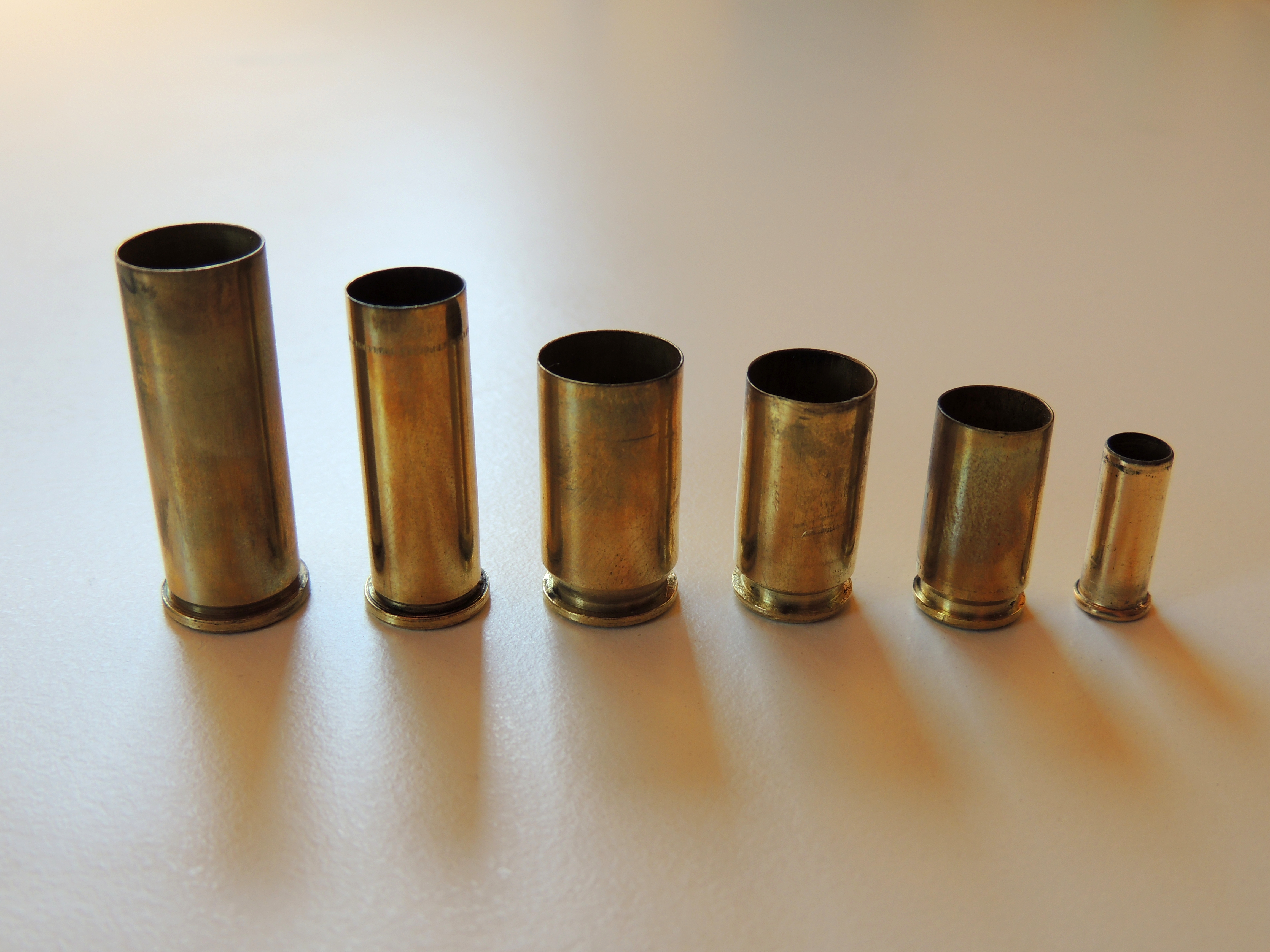
Nábojnice S&B, zprava: 22lr, 9mm Luger, 40 S&W, .45 ACP, .38 Special, .44 Magnum

Střelivo je ve smyslu zákona o střelných zbraních a střelivu souhrnné označení nábojů, nábojek a střel do střelných zbraní. V obecném jazyce se často zaměňuje s pojmem munice, avšak zákon za munici považuje pouze některé druhy střeliva a naopak zahrnuje do její definice i věci, které střelivem nejsou (např. ruční granáty).
V Česku smí na základě zákona o zbraních, kromě složek státní správy, obecně (avšak nikoli neomezeně) střelivo vlastnit a nakládat s ním pouze držitel zbrojního průkazu nebo zbrojní licence. Výjimkou je střelivo do zbraní kategorie D, které je dovoleno osobám starším 18 let způsobilým k právním úkonům a právnickým osobám. Běžný občan tedy může nakládat například se šípy do luku nebo kuše, broky a diabolkami do obyčejné vzduchovky, malorážními (s energií do 7,5 J) floberty, paintballovými a airsoftovými kuličkami, ale i plnohodnotnými náboji do historických zbraní (vyrobených do roku 1890 včetně).
Munice je hnací látka a projektil, nebo cokoliv, co může být použito v boji, včetně bomb, raket, hlavic, nášlapných min, námořních min a protipěchotních min. Slovo pochází z francouzského La munition, což je veškerý materiál používaný pro válku. Účelem munice je produkovat sílu proti vybranému cíli. Od konstrukce patrony, byla konstrukce převedena do montáže projektilu a jejího hnacího prostředku dojednoho balení. Munice zahrnuje aplikaci palby do cíle, obecné použití zbraní veřejností, výbušnin a pohonných systémů, kazet, vysoce výbušné střely (HE), hlavice, usměrněné nálože formy útoku na obrněné jednotky a letadla, dopravu střelami, střeliva pro ruční palné zbraně, granáty, miny, pyrotechnika, lepší konvenční munice, a naváděné munice.

## Slovník
- náboj –  jednotka střeliva. Skládá se ze střely, výmetné náplně, zápalky a nábojnice v jednom celku
- střela – synonymum pro projektil
- granát – velkorážní děla často střílejí projektily naplněné výbušninou známé jako granáty, ale granát se to správně nejmenuje
- broková střela – velký počet malých projektilů, které jsou vystřeleny najednou pomocí jediného náboje se nazývá broková střela, ruční zbraně určené pro tento typ munice jsou obecně známé jako brokovnice
- bomba (přesněji řízená nebo neřízená puma) – typicky odkazuje na letadlem svrženou nálož, nepoháněnou výbušnou zbraní.

## Historie

### První světová válka
Tyto všeobecné podmínky se vztahují na užití munice v pevnostech. Zde jsou pozice pro zásobníky a střely munice zvoleny tak, aby měly nejlepší ochranu před nepřátelskou palbou. Obrovské zemské kryty chrání tyto budovy, které jsou, kde je to možné, dále posíleny, prostřednictvím traverz chránících vchody. Za účelem plnění, delaborování, zkoumání dělové munice a kulky, jsou laboratoře obecně přítomné v určité vzdálenosti od střeliva. Tyto podmínky platí také pro nemilitární střely a sklady s municí. Interiér střely musí být dobře průchozí i za špatné viditelnosti proto je cesta „nalinkována“ vodícími fluorescenčními linkami, a podlaha je konstruována tak, že tam nesmí být vystavena žádná část z železa nebo oceli. U vchodu je nějaká forma lobby s kontrolou a šatnou kde si osoby, které vstupují do pevnosti musejí převlíknout do bezpečnostních kombinéz a převléct si boty s hladkou gumovou podrážkou. V muničním střelau tyto opatření musí být přijata s výjimkou případů, sklad se střelivem a střelaů sousedících přímo s bunkrem, kde si osoby vstupující do těchto prostor mohou nechat pracovní oděv.
Zásoby munice jsou zde buď pro zbraně, které tvoří pohyblivou výzbroj nebo pro zbraně umístěné v trvalých pozicích. Pohyblivá výzbroj se skládá z kanónů a houfnic malého a středního kalibru, pro které je nutné zajistit vhodné střely vydávající munici poblíž dostupných pozic. Tyto střely by měly být obecně konstruovány tak, aby byli kryté přírodními pevnými útvary, a měly by být uspořádány pro dvaceti-čtyř hodinové zásobování municí. Tyto střely jsou pak doplňovány z hlavního střeliva každý večer pod rouškou tmy. Zbraně namontované do trvalých stanovišť jsou rozděleny do skupin po dvou nebo třech, a obvykle každá skupina vyžaduje jednu ráži nábojů. Všechny střely v okolí musí být dobře větrané, a musí mít optimální zásoby munice potřebné pro pevné děla v okolí. Ve střelau jsou kazety obsahující munici umístěny a označeny tak, aby požadované množství mohlo být okamžitě vybráno. Při střelaování munice, jsou normální plášťové střely, explozivních granáty a protipancéřová munice barevně odděleny aby se předešlo jejich záměně a aby se zjednodušila jejich identifikace. Zápalky a hilzny jsou umístěny v skladě se s nástroji a příslušenství, které patří ke zbraním. Ve skladech jsou ráže munice odděleny a opatřeny kategoriemi, které jsou napsány na poličkách, aby se předešlo jejich záměně.
Za účelem rychlého přísunu munice jsou, sklady umístěné pod zemským povrchem vždy opatřeny hydraulickým zvedákem nebo výtahem, případně jsou přímo pod místem s vysokou spotřebou munice. Odtud jsou pak přeneseny a naskladněny do zásobníků popřípadě beden v případě velkorážní munice.
Střely pro zadem nabíjené zbraně nad 150 mm, jsou uloženy ve skladech už připravené pohromadě, kde stojí na jejich základě, s výjimkou výbušných granátů a vysoce výbušné munice, které jsou zkompletovány, až když mají být použity. Náboje menšího kalibru jsou položeny na bocích v řadách, na střídačku, tak aby se předešlo poškození drážek třením
Množství munice skladované v jednom skladě záleží na umístění pevnosti ale také na frekvenci útoků a obranných zákroků, podle které se určuje, jaké množství se očekává, že bude potřeba. Záleží také na typu munice: pro velkorážní děla může být dostatek 300 až 400 střel na jedno dělo, zato pro lehké zbraně může být potřeba 1000 nebo více nábojů na jednu zbraň.

### Moderní doba
Moderní munice zahrnuje nejen granáty pro dělostřelectvo a minomety, ale stále více letadlových bomb, chytrých bomb, raket a dalších výbušných projektilů. Destruktivní sílu těchto systémů může být obtížné ocenit; ale ozbrojené jednotky v boji berou přesnost jen jako další nástroj pro přežití proti nepříteli. Jediná tříštivá bomba, vypálená z některého z výše uvedených systémů, umí rozsít výbušniny velikosti pomeranče přes 90 m velké fotbalové hřiště v dostatečné hustotě aby zabila všechny osoby, a to i v zákopech z pytlů s pískem a s neprůstřelnou vestou.
Operace Pouštní bouře využila tříštivé bomby ve velkém – irácké ozbrojené síly, je nazvaly „ocelový déšť“. Není pochyb o tom, že jejich použití je také viděno jako psychologický nástroj. Výše uvedená exploziva jsou vyzbrojena na rozptýlení způsobené otáčení, které je urychleno konstrukcí projektilu, která se podobá softballovému míči s malými křídly.

## Dělení střeliva
Příloha zákona definuje následující druhy střeliva:

### Dle použití
- střelivo přebíjené – střelivo, které využívá již použitých nábojnic.
- střelivo zkušební – střelivo, určené pro úřední přezkušování zbraní podle zvláštního právního předpisu.
- munice – souhrnné označení pro ruční a jiné granáty, střely do pancéřovek a tarasnic, dělostřelecké střelivo, pumy, torpéda, řízené a neřízené rakety, kazetovou (kontejnerovou) munici, náložky trhavin, miny, pyropatrony, výmetné klamné cíle, pyrotechnické imitační prostředky, signální a osvětlovací prostředky, nástražná výbušná zařízení včetně zařízení pro dálkový odpal; za munici se považují též její hlavní části, kterými jsou dělostřelecké střely a nábojky, rozněcovače, zapalovače a iniciátory.
- vojenská munice – munice, včetně střeliva, určená k vedení námořní, letecké nebo pozemní války, pokud není ověřena pro civilní použití.

### Dle střely
- projektil – střela vystřelená ze střelné zbraně (mechanické či palné), určený k zasažení cíle nebo vyvolání jiného efektu.
- jednotná střela – těleso, určené k zasažení cíle nebo vyvolání jiného efektu, které se po opuštění hlavně nerozdělí.
- hromadná střela – těleso nebo látka ve skupenství tuhém, kapalném nebo plynném, určená k zasažení cíle nebo vyvolání jiného efektu, která se po opuštění hlavně rozdělí.
- průbojná střela – střela, jejíž jádro nebo celá střela je tvořena tvrdým materiálem.
- výbušná střela – složená plášťová střela obsahující výbušnou slož, která po nárazu exploduje.
- zápalná střela – složená plášťová střela obsahující zápalnou slož, která se po styku se vzduchem nebo po nárazu vznítí.
- šoková střela – jednotná střela, se špičkou ve tvaru komolého kužele, který je na vrcholu opatřen otevřenou válcovou dutinou, do které zasahuje část olověného jádra tvaru komolého kužele, plášť je na okrajích podélně naříznut.

### Dle konstrukce
- náboj – celek určený ke vkládání (nabíjení) do palné zbraně, signální zbraně nebo zvláštní zbraně, skládá se z nábojnice, zápalky nebo zápalkové slože, výmetné náplně a střely.
- nábojka – celek určený ke vkládání (nabíjení) do expanzní zbraně, expanzního přístroje nebo zvláštní zbraně, skládá se z nábojnice, zápalky nebo zápalkové slože, může obsahovat výmetnou náplň, granule nebo chemickou dráždivou látku.
- cvičný náboj – náboj určený k akustické a světelné imitaci ostré palby.

Nad to ještě příloha zákona definuje několik obecných kategorií pro veškeré střelivo a munici – znehodnocené střelivo a munice, řez střeliva a munice, delaborované střelivo a munice, maketa střeliva a munice, nevybuchlá munice.

## Konstrukce
Konstrukce munice se liší podle jejího účelu. Protipěchotní munice je často navržena tak aby se roztříštila na menší části poté, co penetruje cíl pro dosažení co největšího poškození, proto se také používají střely typu Hollow Point (HP) které mají uprostřed Kulky díru a kulka se tím pádem sama tříští po dopadu. Protipěchotní munice s tříštivým projektilem může být také navržená tak, aby explodovala již v letu a její střepy tak zasáhly větší území. Protipancéřová munice má tendenci býti tvrdá, ostrá a rovná a často namazaná mazivem. Protipěchotní munice také může obsahovat různé materiály, jako třeba bílý fosfor kteří při zásahu hoří. Svíticí střelivo září, jak letí, a díky tomu umožňuje lépe sledovat trajektorii střely a i její zásah cíle. Takové střelivo se používá v těžkých kulometech s velkými zásobníky, kde je například každá 5. Střela svítící a umožňuje tak střelci kont rolovat cíl střelby. 
Mezi populární typy vojenské puškové a kulometné munice patří 5,45 mm, 5,56 mm a 7,62 mm. Hlavní bojové tanky používají protitankové střely s použitím kinetické energie (KE střely) pro boj s další obrněnou technikou a bojovými obrněnými vozidly, a HE-Fragy (Vysoce explozivní střely) pro měkké cíle, jako je pěchota.

### Konstrukce náboje
Složky určené pro puškovou munici lze rozdělit do následujících kategorií:
- výbušné materiály a pohonné látky
- střely všeho druhu
- nábojnice

### Zápalky
Běžné dělostřelecké zápalky zahrnují schopnost různého bodu odpálení, zpoždění, času a vzdálenosti. Bodové zápalky vybuchnou při kontaktu s cílem. Zpožďovací zápalky jsou navrženy tak, aby pronikly cílem předtím, než detonují. Časované zápalky, jak jméno napovídá, detonují určitou dobu poté, co jsou vypáleny, aby se dosáhlo detonace v určitém čase poté, co je náboj vypálen. Bezdotykové zápalky obsahují rádiový vysílač aktivovaný po odpálení projektilu, který, když signál odrážející se od země dosáhne určité síly, např. 7 m nad zemí, odpálí nálož.

## Munice

### Munice pro ruční zbraně
Munice pro pěchotu je většinou používána pěchotním vojákem. Pěchota si munici musí nosit sama, a to v sáčcích, na opascích a v
taktických vestách. To znamená, že se armády snaží co nejvíce zmenšit ráži munice a tím i její váhu ale při tom zachovat nebo ještě zvýšit její efektivitu. Kupříkladu sto nábojů munice Martini-Henry vážily 10 liber 10 oz (4,8 kg);
stejnou váhu má 155 nábojů 0,303 in (7,7 mm) a při kalibru 0,256 v (6,5 mm) je počet nábojů ještě větší.
V současné době, každá armáda mezinárodně uznávané země (s výjimkou těch, kteří spoléhají na obranu ostatními, jako je Andorra) přijala útočné pušky jako hlavní pěchotní zbraně.
V západních silách (NATO), byla munice 7,62 × 51 mm NATO většinou nahrazena lehčí 5,56 × 45 mm NATO municí, který je vhodnější pro automatickou palbu než větší náboje a umožňuje každému vojákovi nést více munice. Větší ráže munice je ještě používaná tam, kde je hybnost a hmotnost střely důležitá, např. pro kulomety a odstřelovací pušky. Jiné národy, zejména ozbrojené síly s bývalými vazbami na Sovětský svaz, mají tendenci používat pušky související nebo vyvinuté z munice AK-47 s podobnými velikostmi jako náboje používané NATO, což jsou náboje ráže 7.62 × 39 mm a 5,45 × 39 mm pro útočné pušky a náboje 7,62 × 54mm pro odstřelovací pušky a lehké kulomety.

### Munice pro děla
Dělostřelecká munice se dělí do tří typů nábojů: pevné, polopevné a náboje pro samostatné nabíjení. Pevná a polopevná munice (náboje) se objevují v podobě střely spárované s nábojnicí, která obsahuje hnací látku, a podobá se munici do ručních zbraní. Rozdíl mezi pevnou a polopevnou munice je, že druhá umožňuje, aby byla laborace upravena.
Nad určité velikosti, jsou polopevné náboje nepoužitelné, kvůli nadměrné hmotnosti celé sestavy na to, aby byla ručně přenášena v jednom
kuse. V tomto případě se používá samostatné nabíjení munice: projektil a hnací náplně jsou nabíjeny do hlavně odděleně. Projektil je naražen do komory, pak je přidán střelný prach nebo jiná hnací látka za náboj a poté je uzavřen závěr, a přidána zápalka na zadní stranu pouzdra závěru. Samostatné nabíjení munice se obvykle používá u 155 mm houfnic a větších.
Při příchodu tanků a boje tanku proti tanku musela být také zavedena nějaká obrana proti tankům pro pěchotu. Ze začátku, když ještě měly
tanky slabý pancíř, se používaly protitankové pušky, které ale nebyly později dost silné na to, aby dokázali penetrovat silnější pancíř. Začali se proto používat rakety a jiné střely s hlavicemi, které penetrovaly pancíř spíše chemicky nežli pomocí kinetické energie. Takovými byla třeba americká bazuka a německý panzerfaust (pancéřová pěst).
Moderní pěchotní voják může být vybaven moderním raketometem, který již není tak nemotorný jako starší typy, a tak dokáže zničit i nejvíce obrněné vozidlo na solidní vzdálenost. Také může mít při sobě různé návnadné systémy, které jsou schopny zmást naváděnou střelu nebo vystřelenou nálož předčasně detonovat. Příkladem je moderní protiletadlový raketový komplet pro pěchotu FIM-92 Stinger přenosný systém protivzdušné obrany (Man Portable Air Defence Systém).

### Námořní munice
Vzdálenost při námořních soubojích je obvykle daleko větší než vzdálenost při pozemním souboji. Nicméně, má to i mnoho jiných výjimek. Cíle jsou většinou obecně stroje, ne lidé. Námořní munice je proto optimalizována pro velkou rychlost (k dosažení těchto velkých vzdáleností, k zásahu letadla letícího ve velké výšce a také s možností snížit předsazení, které má být aplikováno pro zasáhnutí vzdáleného pohybujícího se cíle) a zničení uvedených stroje, spíše než k zabíjení. V druhé světové válce se námořní munice také dělí na pevné střelivo a explozivní střelivo. Obojí se používá – jedno k cílenému ničení pancíře a druhé, explosivní, k celkovým škodám na zařízeních.

## Problémy životního prostředí a zdraví
V roce 2013 byla výroba munice druhou největší spotřebou olova v USA, což představuje více než 60 000 tun spotřebovaných v roce 2012, dále se olovo používá na výrobu akumulátorů. Vystřelené olověné projektily, které zůstanou po výstřelu v prostředí, ho poté dále toxikují. Ptactvo poté může olověné částečky spolknout a tak si přivodit otravu olovem. Od roku 1991 americký federální zákon zakazuje používání olověných broků na vodní ptactvo, a dalších 30 států má nějaký další druh omezení. Olovo v přírodě je také nebezpečné člověku, při konzumaci ulovené zvěře dochází k velkému nebezpečí konzumaci již olovem přiotráveného masa a tím pádem i expozici člověka nebezpečí otravy olovem. Americká armáda začíná také používat bronzovou munici, která není přírodě nebezpečná.
Existuje také riziko pro lidské zdraví vyplývající z používání olověné munice při konzumaci masa takto ulovených zvířat. Podle Spolkového institutu pro hodnocení rizik (BfR) by měly vyhnout konzumaci takové zvěřiny se malé děti, těhotné ženy a ženy plánující mateřství.

## Sabotáž
Sabotáž byla důležitá hlavně za druhé světové války, kdy docházelo k velkému tajnému poškozování munice, což ve výsledku znamenalo, že náboj selhal již v hlavni a při tom zpravidla zranil střelce.
Za druhé světové války takto sabotovali Němci, Britové i Rusové. Později takto sabotovali také Američané ve Vietnamu, kdy se snažili útočníkovi podstrčit obrovské množství sabotované munice do pušek AKM.